# GAZ–M–20 Pobeda
A GAZ–M–20 Pobeda (oroszul Победа), magyar forrásokban gyakran Pobjeda szovjet autótípus, amelyet 1946–1958 között gyártott a Gorkiji Autógyár (GAZ).
A második világháborúban elért győzelemre emlékeztet a Pobjeda típusnév, amely magyarul „győzelmet” jelent. Andrej Lipgart és tervezőcsoportja a maga idejében korszerű, megbízható autót tervezett, amely hivatalosan a GAZ–M–20 típusjelzést viselte. A ponton-karosszériás, kétliteres négyhengeres motorral ellátott modell hasonlít az angol Standard gyár Vanguard nevű modelljére. Ez a hasonlóság a szovjetek szerint abból adódott, hogy az angol gyár egyszerűen lemásolta a Pobjeda orr-részét. Ezzel szemben a The Motor magazin egy 1952-ben megjelent számában az olvasható, hogy a szovjetek másolták le a Standard Vanguardot, és nem fordítva. Ez utóbbi állítást viszont meghazudtolja az a tény, hogy a Pobjeda tervrajzai már 1943-ban elkészültek, és az első kész autó 1946-ban hagyta el a gyárat, míg a Vanguard csak 1947-ben jelent meg. 
A 13 éves termelési ciklus alatt jó néhány modellváltozata készült, míg 1958-ban végleg átadta a helyét a Volga típusnak. Varsóban szovjet segítséggel létesült az FSO autógyár, amely kezdetben szovjet licenc alapján a Pobjedát Warszawa néven gyártotta. A magyar utakon is látható volt a Pobjeda, amelyet taxiként és az ÁVH-nál is gyakran alkalmaztak.

## Képek

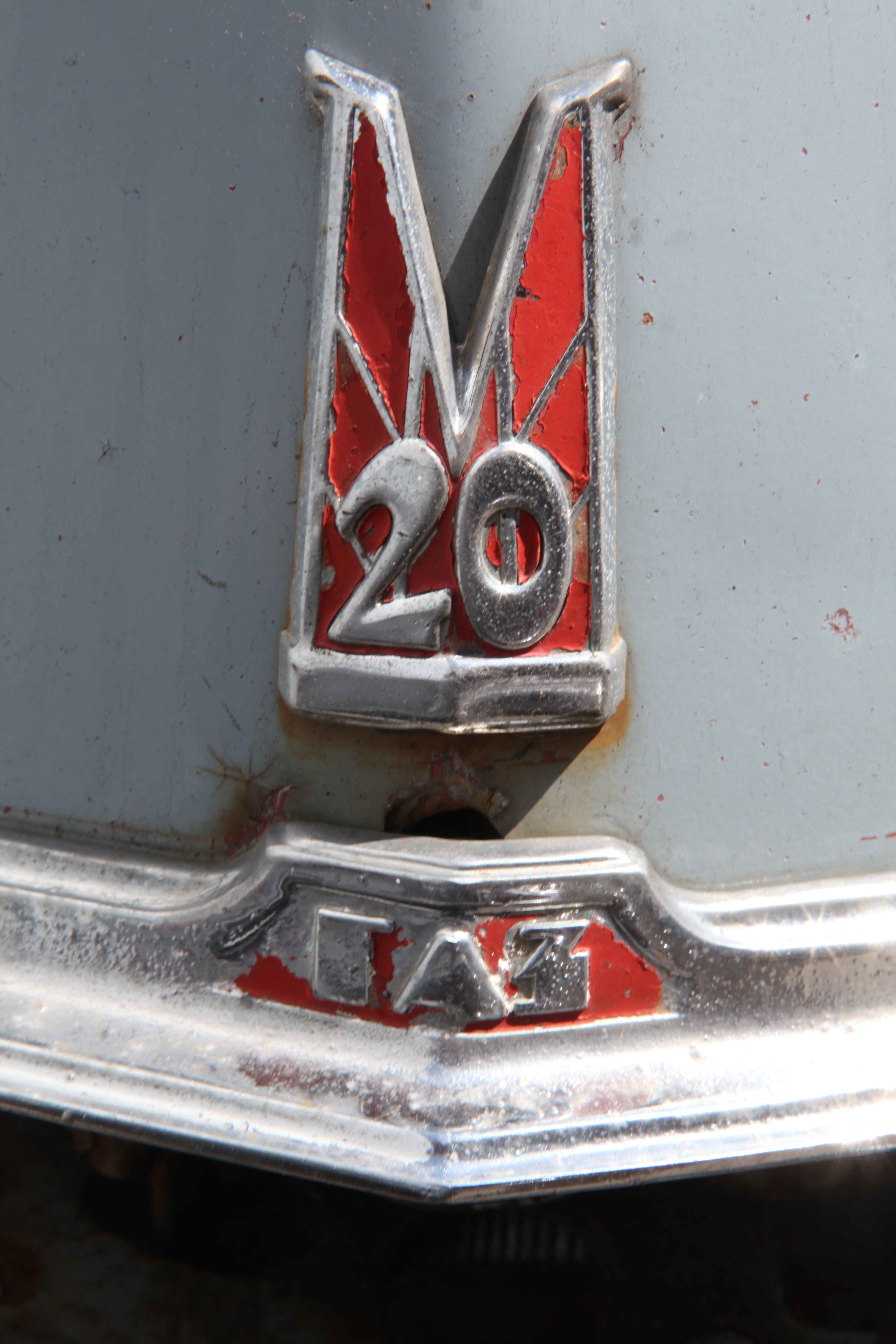
Embléma
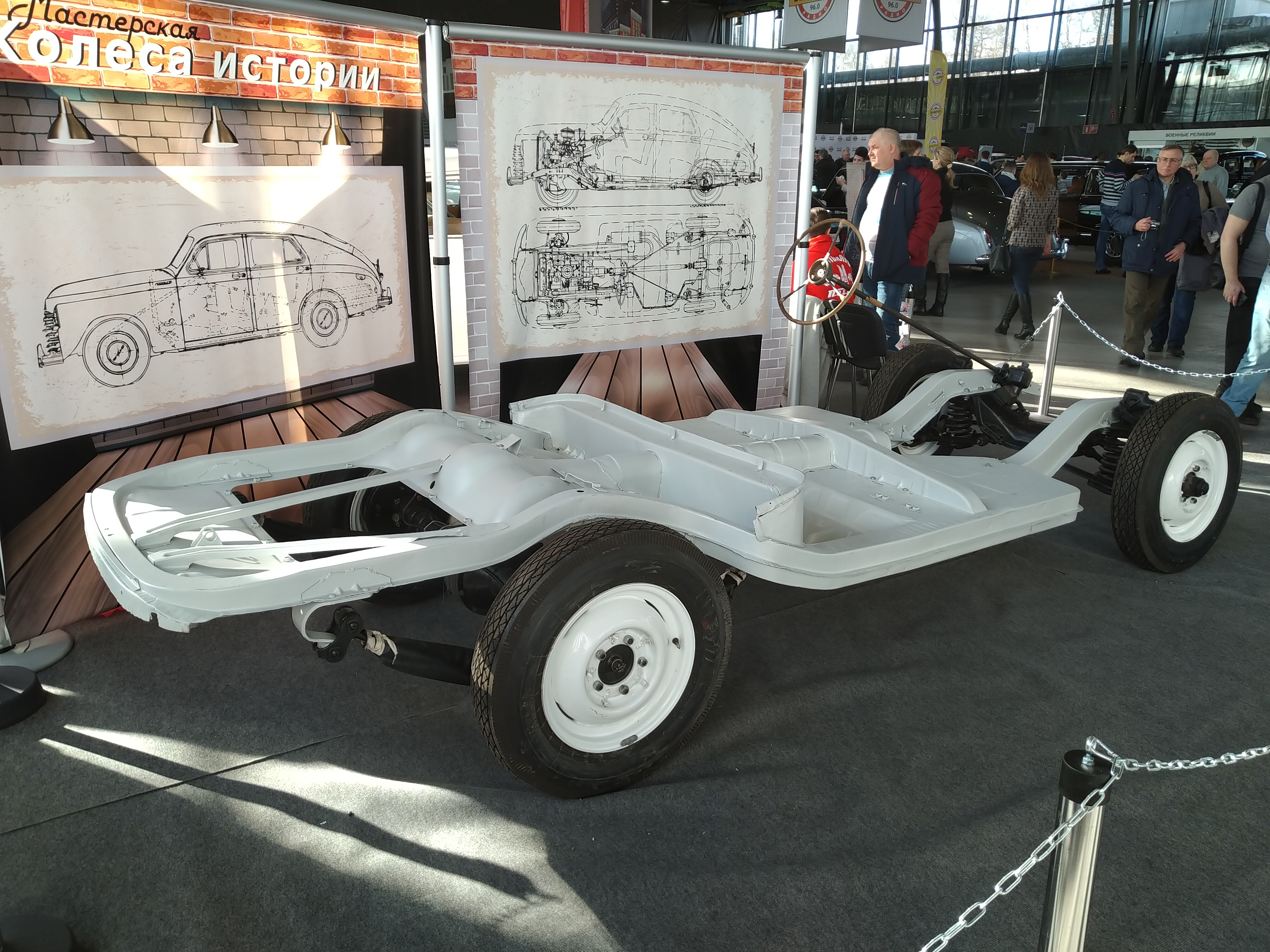
Alváz
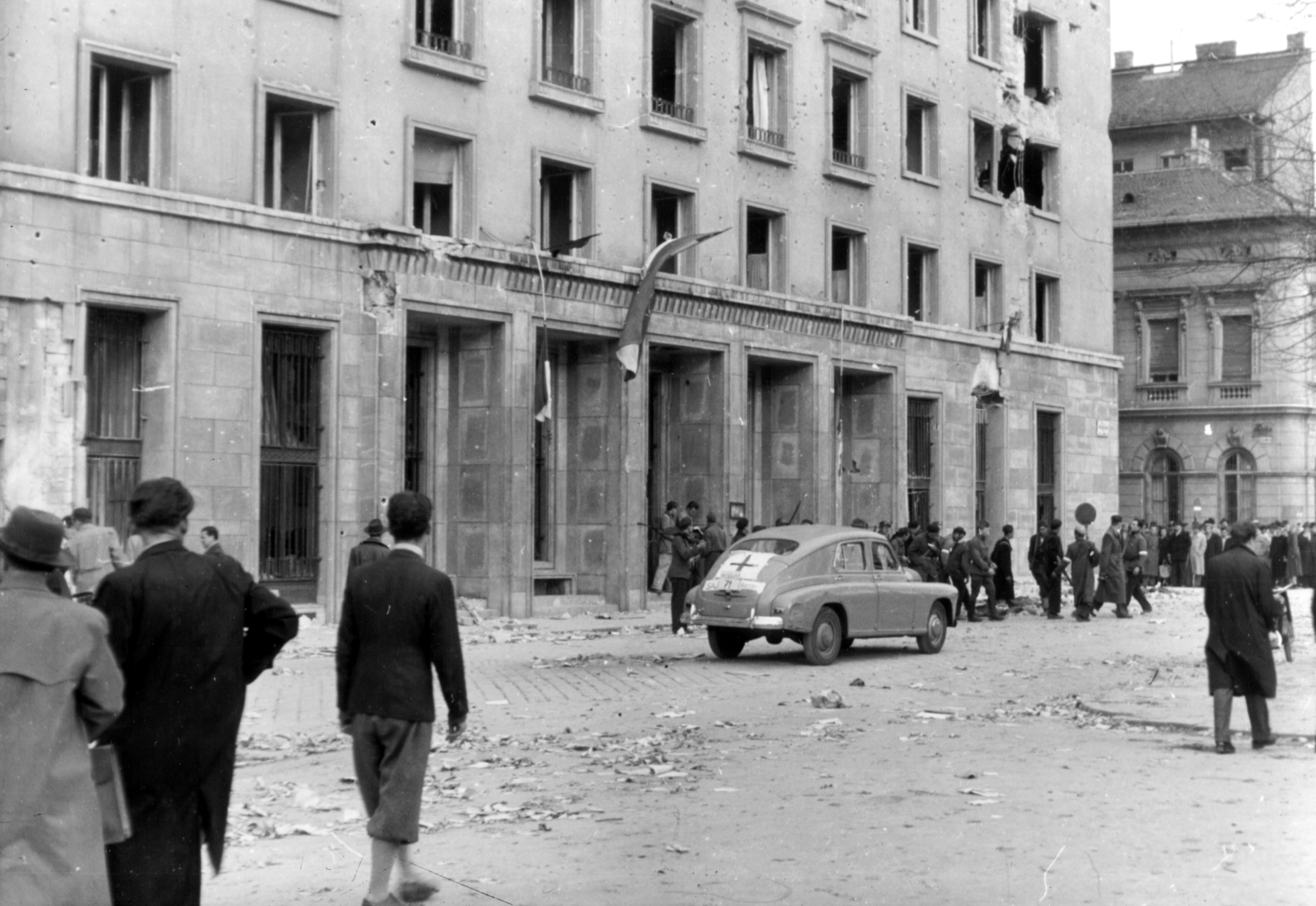
A Pobeda mentőautóként az 1956-os forradalom alatt a budapesti Köztársaság téren

## Lásd még
- Kilián laktanya